# Trimma preclarum
Trimma preclarum är en fiskart som beskrevs av Richard Winterbottom 2006. Trimma preclarum ingår i släktet Trimma och familjen smörbultsfiskar. Inga underarter finns listade i Catalogue of Life.